# Standarddänisch
Standarddänisch oder Reichsdänisch (dänisch rigsdansk oder rigsmål) ist die Standardvariante der dänischen Sprache. Die dänische Standardsprache entwickelte sich aus der vom gebildeten Bürgertum gesprochenen Variante des Malmöer (bis 1658) und des Kopenhagener Dialektes (Københavnsk), der als Norm für den Rest des Landes galt und auf der seeländischen und schonischen Sprache basiert. Erste Ansätze zur Standardisierung der dänischen Schriftsprache fanden im Gleichzug mit der Ausbreitung des Buchdrucks während der Reformation statt. Als einer der ersten gelungenen Versuche, die Rechtschreibung zu normen, gilt hierbei eine Bibel von Christian III. aus dem Jahr 1550. Seither verdrängte Standarddänisch allmählich die mehr regionalen Varianten des Dänischen.
Spätestens seit den 1950er und 1960er Jahren spricht der größte Teil der Dänen Standarddänisch, wenn auch mehr oder weniger regional gefärbt. Die klassischen dänischen Dialekte werden nur noch in den Gebieten abseits der Ballungsräume des Landes gesprochen, vor allem auf Bornholm (siehe Bornholmisch) und im Norden, Westen und Süden Jütlands (siehe Jütisch, Südjütisch).